# Lotononis dregeana
Lotononis dregeana är en ärtväxtart som beskrevs av Dummer. Lotononis dregeana ingår i släktet Lotononis och familjen ärtväxter. Inga underarter finns listade i Catalogue of Life.